# 1141
سنة 1141 كانت سنة بسيطة تبدأ يوم الأربعاء (الرابط يظهر نموذج التقويم الكامل للسنة) من التقويم اليولياني.

## أحداث
- تأسيس مدينة برشيروف وتقع حاليا في التشيك.

## مواليد
- فلوريس الثالث، كونت هولندا
- نظامي الكنجوي نظامی الکنجوی شاعر الایرانی

## وفيات
- ابن العريف.
- ابن برجان.
- المازري.
- محمد بن يوسف الإيلاقي.
- يهوذا اللاوي.